# Crocidura shantungensis
Crocidura shantungensis е вид бозайник от семейство Земеровкови (Soricidae).

## Разпространение
Видът е разпространен в Китай (Шандун), Провинции в КНР, Русия, Северна Корея, Тайван и Япония.